# Tainha

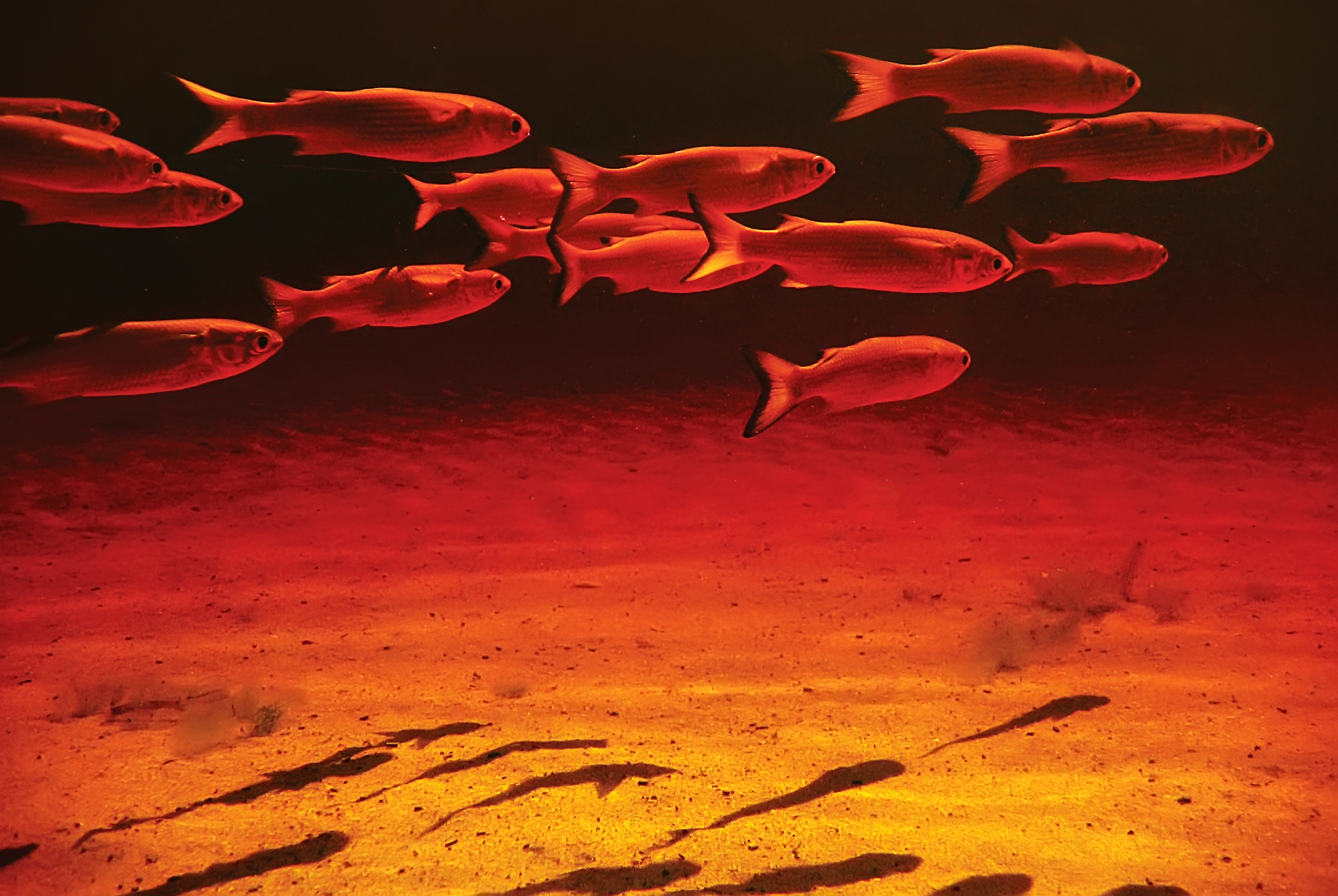
Tainhas na Lagoa de Caraís - Guarapari - ES

Tainha (a grafia "taínha" é errada) é a designação vulgar de vários peixes da família dos mugilídeos. A maior parte das espécies pertence ao gênero Mugil, mas a designação estende-se a outros géneros (e mesmo a algumas espécies da ordem dos Perciformes). Distribuem-se por todo o mundo, ocupando águas costeiras temperadas ou tropicais, existindo algumas espécies que vivem também em água doce. É um peixe largamente utilizado na alimentação humana: por exemplo, desde o Império Romano que faz parte da dieta mediterrânica-europeia. A família dos Mugilidae inclui cerca de 80 espécies divididas por 17 géneros. Muitas das espécies são ainda conhecidas pelos nomes de curimã, curumã, tapiara, targana, cambira, muge, mugem, parati e fataça, entre outros.
Taxonomicamente, os mugilídeos constituem o único membro da ordem dos mugiliformes mas existem algumas discordâncias entre alguns sistemas de classificação. A presença de espinhos nas barbatanas parece indicar aproximação à superordem dos Acanthopterygii, pelo que William A. Gosline os classificou, na década de 1960 como Perciformes. Outros autores incluem-nos, ainda, nos Atheriniformes.
Sua alimentação é diurna e essencialmente herbívora, elas se alimentam durante o dia de algas, detritos, zooplânctons e organismos bentônicos.

## Etimologia
"Tainha" originou-se do termo grego tagenías, que significa "bom para frigir". "Curimã" e "curumã" originaram-se do termo tupi ku'rema. Parati vem do tupi parati.

## Algumas espécies
- Género Agonostomus
  - Agonostomus catalai - Tainha comorana
  - Agonostomus monticola - Tainha-montanhesa
  - Agonostomus telfairii - Tainha encantadora
- Género Aldrichetta
  - Aldrichetta forsteri - Tainha-de-olhos-amarelos
- Género Cahaenomugil
  - Chaenomugil proboscideus - Tainha-trombuda
- Género Chelon
  - Chelon bispinosus - Tainha-de-cabo-verde
  - Chelon haematocheilus - Tainha So-iny
  - Chelon labrosus - tainha-liça
  - Chelon macrolepis - tainha-de-escamas-grandes
- Género Joturus
  - Joturus pichardi - Tainha-bobo
- Género Liza
  - Liza abu - Tainha-de-abu
  - Liza alata - Tainha-diamante
  - Liza aurata - Tainha-garrento
  - Liza haematocheila - Tainha-lábio-vermelho
  - Liza klunzingeri - Tainha-de-kluzinger
  - Liza melinoptera - Tainha Lucia
  - Liza parmata - Tainha-de-boca-grande
  - Liza parsia - Tainha-de-manchas-douradas
  - Liza persicus - Tainha-persa
  - Liza ramada - Tainha-fataça
  - Liza ramsayi - Tainha-de-ramsay
  - Liza richardsonii - Tainha-de-áfrica-do-sul
  - Liza saliens - Tainha-de-salto, risso-garmento
  - Liza subviridis - Tainha-de-dorso-verde
  - Liza tricuspidens - Tainha-listada
- Género Moolgarda
  - Moolgarda pedaraki - Tainha-de-barbatanas-longas
- Género Mugil
  - Mugil auratus - garrento, garmento, geado, muge, mugem, muginha, negrão, surrega, tainha-amarela, tainha-da-moda...
  - Mugil brasiliensis - Tainha-brasileira
  - Mugil bananensis - Tainha-banana
  - Mugil broussonnetii - Tainha-de-broussonnet
  - Mugil capurrii - Tainha-africana
  - Mugil cephalus - tainha-olhalvo, fataça, ilhalvo, liça, mugem, muginha, mugreira, tagana, lagarta...
  - Mugil curema - Tainha-branca
  - Mugil curvidens - Tainha-anã
  - Mugil galapagensis - Tainha-dos-galápagos
  - Mugil liza - cacetão, cambão, chaveta, curimaí, saúna, tainha-de-corso, tainha-de-rio, tainha-seca, tainha-verdadeira, tainhota, tamatarana...
  - Mugil provensalis - Corveu, fataça, garmento, liça, mugem, muginha, negrão...
  - Mugil ramada - bicudo, fataça, ilhalvo, liça, muge, ourives, tagana...
- Género Oedalechilus
  - Oedalechilus labeo - Tainha-sabão